# Marden Sports Complex
Het Marden Sports Complex is een multifunctioneel stadion in Marden, in de agglomeratie van Adelaide, in Australië. 
Het voetbalelftal van Adelaide Blue Eagles en het vrouwenvoetbalelftal van Adelaide United maken gebruik van dit stadion. Verder is dit stadion een aantal keer gebruikt voor een internationale voetbaltoernooi. Zo was er in 2004 het Oceanisch kampioenschap voetbal.
De capaciteit van het stadion is 6.000 toeschouwers. Het recordaantal bedroeg 3.342, dat was op 23 augustus 2017 tijdens een FFA Cup wedstrijd tussen Adelaide United en Melbourne Victory.